# Repórteres sem Fronteiras
Os Repórteres sem fronteiras (RSF, em francês: Reporters sans frontiers) é uma organização internacional, não governamental e sem fins lucrativos com o objetivo de garantir o direito à liberdade de informação e de imprensa. O grupo defende as suas atividades na crença de que todos tem direito à informação independente de fronteiras, assim como descrito no artigo 19 da Declaração Universal dos Direitos Humanos. A RSF tem status consultivo junto à Organização das Nações Unidas, ao Conselho da Europa e à Organização Internacional da Francofonia.

## Linhas de ação

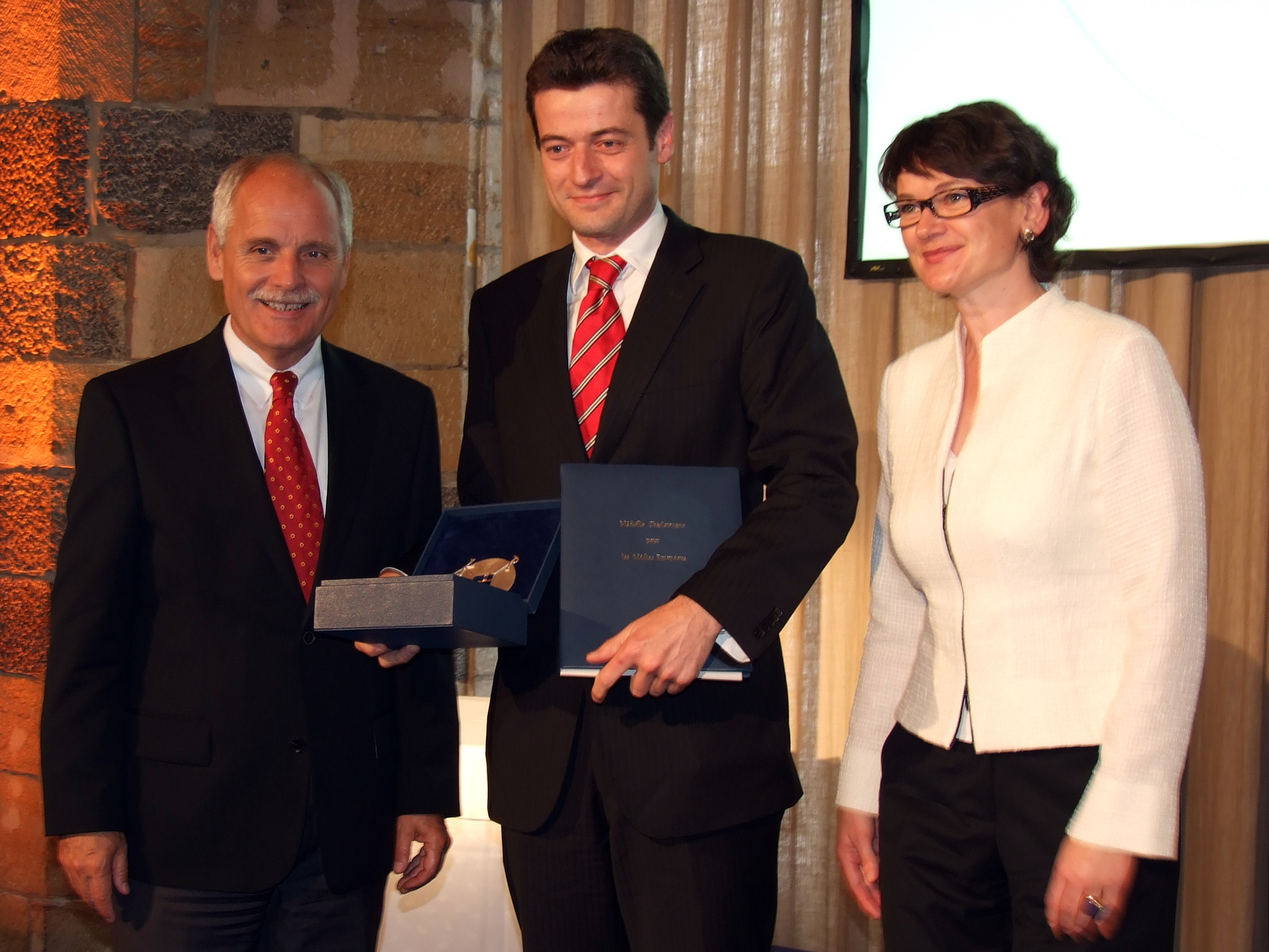
Jean-François Julliard (no centro), recebe a medalha Charlemagne para as mídias europeias, em nome de RSF (2009).

As linhas de ação de RSF, explicitadas  no site da entidade, são:
- defender os jornalistas e colaboradores dos meios de comunicação aprisionados ou perseguidos por sua atividade profissional, e denunciar os maus-tratos e a tortura de que são vítimas em muitos países;
- lutar para fazer recuar a censura e combater as leis que visam restringir a liberdade de imprensa;
- conceder a cada ano quase trezentas bolsas de assistência, a fim de auxiliar jornalistas ou veículos de comunicação em dificuldade, bem como as famílias de repórteres presos.
- agir para melhorar a segurança dos jornalistas, notadamente em zonas de conflito.[2]

RSF é membro e fundadora da organização International Freedom of Expression Exchange (IFEX), uma rede mundial de mais de 70 organizações não governamentais de defesa da liberdade de expressão, que monitora violações à liberdade de imprensa e de expressão, movendo campanhas de defesa de jornalistas, escritores, usuários de Internet e outros que possam ser vítimas de perseguição pelo exercício do direito à expressão.
Em 2005, a organização foi agraciada com o  Prêmio Sakharov para a liberdade de espírito, conferido pelo Parlamento Europeu. Para o período de outubro de 2008 a janeiro de 2012, seu secretário-geral é Jean-François Julliard, sucedendo a Robert Ménard, que dirigia a organização desde a sua fundação.

## Relatório anual
RSF publica a cada ano um relatório sobre o estado da liberdade de imprensa no mundo. Este documento, bastante mediatizado a cada aparição, baseia-se em diversos critérios para avaliar a liberdade de imprensa real em cada país, considerando desde ataques a jornalistas até a existência de leis que possam dificultar ou limitar essa liberdade.

## Prêmios
Em 2005, a associação recebeu o Prémio Sakharov para a Liberdade de Pensamento atribuído pelo Parlamento Europeu.

## Críticas

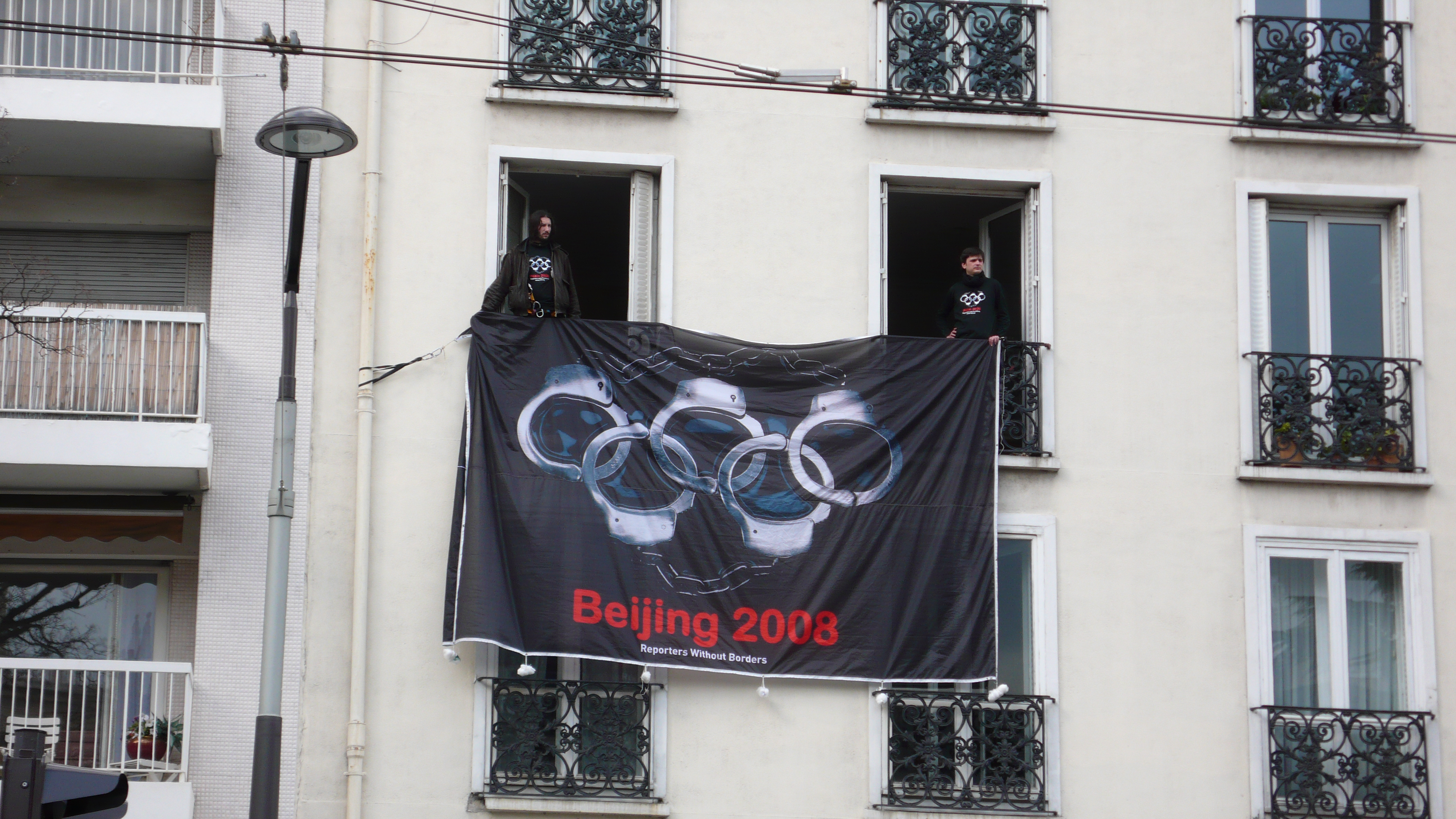
Ação de protesto da RSF em Paris contra as Olimpíadas de 2008, em Pequim, com os anéis olímpicos substituídos por algemas e a legenda "Beijing 2008"

Em 2007 houve questionamentos quanto às fontes de financiamento da organização e críticas às posições assumidas por seu secretário geral, Robert Ménard, sobre a prática de tortura. A análise das contas da RSF, feita por repórteres independentes em 2005, e a alegada vinculação de Robert Ménard, à CIA, bem como suas declarações de que o uso de tortura seria justificável, em alguns casos.
A RSF recebeu críticas na década de 2000 por aceitar financiamento do National Endowment for Democracy (NED) nos Estados Unidos e do Center for a Free Cuba. Na época, o secretário-geral Robert Ménard apontou que o financiamento do NED totalizava 0,92 por cento do orçamento da Repórteres sem Fronteiras e era utilizado em suporte de jornalistas africanos e suas famílias. A RSF encerrou seu relacionamento com o Center for a Free Cuba em 2008.
Robert Ménard, ex-presidente da Repórteres Sem Fronteiras, considera que as críticas de que é sujeito, assim como a Repórteres Sem Fronteiras, têm origem em particular no regime cubano e seus partidários políticos; considera que o regime castrista está “por trás de quase todos os que tentarem desqualificar a nossa ação”. De forma mais geral, Robert Ménard considera que as críticas à RSF não são surpreendentes e são normais na medida em que a associação põe em causa Estados poderosos, que consequentemente respondem com campanhas de difamação, e comenta: “que esperar regimes que aprisionam, torturam, assassinam?". Em 2020, vive uma crise ligada à sua proximidade com o governo francês, cujos projetos de lei são considerados por muitos jornalistas como obstáculos à liberdade de informar.
Em 2025, os Repórteres sem Fronteiras foram declarados uma "organização indesejável" na Rússia.

## Financiamento
O orçamento da RSF para 2018 totalizou € 6,1 milhões. Cinquenta por cento da receita da organização vem de subsídios públicos; 12 por cento de fundações; 24 por cento da publicação de livros de fotografia e 9 por cento de doações públicas. As fundações que apoiam o trabalho da RSF incluem Adessium Foundation, IEDDH (International Cooperation and Development da Comissão Europeia), Sida  (Agência Sueca de Cooperação para o Desenvolvimento Internacional) e Omidyar.